# Anomalorhina
Anomalorhina  (лат.) — род жуков трибы Anomalini семейства пластинчатоусые (Scarabaeidae). 2 вида. Эндемики Центральной Америки: Коста-Рика, Никарагуа. Встречаются на высотах от 200 до 800 м. Длина тела 10—14 мм, ширина — 5,5—7,0 мм.
- Anomalorhina turrialbana (Ohaus, 1928)
  - = Anomala turrialbana Ohaus, 1928
- Anomalorhina osaensis Jameson, Paucar-Cabrera, and Solis, 2003[1]